# Jacopo Palma der Jüngere

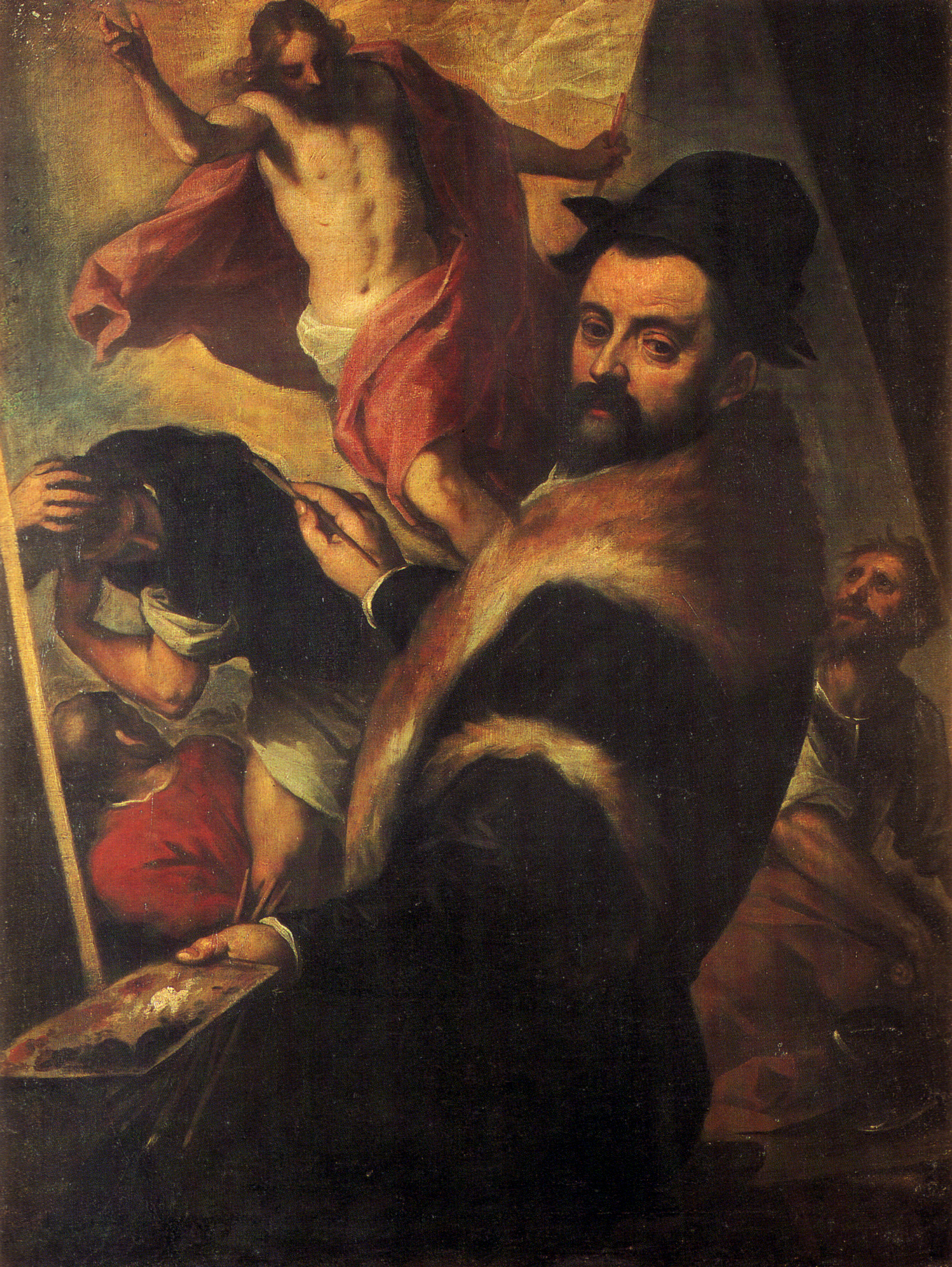
Selbstporträt, ca. 1590, 128 × 96 cm; Mailand, Pinacoteca di Brera

Jacopo Palma der Jüngere (* um 1548 in Venedig; † 17. Oktober 1628 ebenda), ital. auch Palma (il) Giovane, war ein italienischer Maler und Radierer des Manierismus. Wie sein Großonkel Palma Vecchio hieß er eigentlich Jacopo Negretti (teils auch „Negreti“ oder „Nigretti“ geschrieben), nannte sich selbst und seine Familie allerdings in seinen Signaturen, Monogrammen und den zahlreichen eigenhändigen Bemerkungen auf seinen Zeichnungen konsequent „Palma“.
Palma wurde als Sohn des aus Serina bei Bergamo stammenden Malers Antonio Palma, eines Neffen von Palma Vecchio, geboren. Im 17. Jahrhundert erhielt er den Beinamen il Giovane, um ihn von seinem gleichnamigen Großonkel besser unterscheiden zu können.

## Leben
Über Palmas Ausbildung als Maler sind nur wenige sichere Daten bekannt. Da sein Vater Antonio allerdings 1553 beim Tode des Bonifacio de’ Pitati, der wiederum der Werkstattnachfolger des Palma Vecchio gewesen war, die frühere Werkstatt seines berühmten Onkels erbte, liegt es angesichts der extrem traditionalistischen Strukturen des venezianischen Kunstbetriebs nahe, dass er seine Erstausbildung durch den Vater erhielt. Bekannt ist, dass er in seiner Jugend in großer Zahl Gemälde älterer Meister kopierte, so als 16-Jähriger auch Tizians Martyrium des Heiligen Lorenz in einer Seitenkapelle der Kirche Santa Maria Assunta in Venedig. Sein erster Biograph, Ridolfi, schildert, dass er dabei durch den Herzog von Urbino, Guidobaldo II. della Rovere, „entdeckt“ wurde, der ihm daraufhin einen Studienaufenthalt an seinem Hof in Pesaro anbot. Noch 1564 begleitete er daher den Herzog nach Pesaro, wo er, mit wenigen Unterbrechungen, bis 1567 lebte und die herzoglichen Sammlungen studierte. Im Anschluss schickte der Herzog ihn zur Vervollkommnung vor allem seiner zeichnerischen Fertigkeiten nach Rom, wo er im Hause des urbinatischen Botschafters lebte, zu dessen Befremden er allerdings seine Ausbildung weitestgehend autodidaktisch betrieb und den systematischen Kontakt zu anderen Künstlern eher mied.
Im Laufe des Jahres 1570 kehrte er endgültig nach Venedig zurück, wo er sich aufgrund der inzwischen stark mittelitalienischen Prägung seines Stils zunächst nur schwer einfügte. Um zu den Eigentümlichkeiten der venezianischen Schule des Spätmanierismus zurückzufinden, lehnte er sich in den folgenden Jahren zeichnerisch wie auch in der Bildgestaltung extrem stark an Tintoretto an, gelegentlich auch an Veronese (vor allem seinen frühen Federzeichnungen) und an Jacopo Bassano; erst ca. 1580 hat Palma zu einem wirklich eigenen Stil gefunden, den er dann, vor allem als Zeichner, bis an sein Lebensende konsequent weiterentwickelte. Ab 1576 halfen eine Reihe von Zufällen Palma dabei, schneller in die erste Reihe der venezianischen Meister aufzurücken, als es vielleicht unter anderen Umständen möglich gewesen wäre (Antonio Palma scheint 1577 gestorben zu sein, da in diesem Jahr Jacopo erstmals als selbständiger Meister in Dokumenten genannt wird). Zunächst starb 1576 Tizian als Opfer der großen Pestepidemie, und Palma gelang es, eines der unvollendet gebliebenen Gemälde zu erwerben und, mit einer erläuternden Inschrift versehen, fertigzustellen; diese Pietà hängt heute in der Gallerie dell’Accademia zu Venedig, und wie sehr Palma diesen Umstand für seine Selbstdarstellung zu nutzen wusste, wird daran deutlich, dass bereits eine fast zeitgenössische Quelle eine Mitarbeit in Tizians Werkstatt behauptete, und noch mehrere Autoren des 20. Jahrhunderts entweder ein Schul- oder ein Assistenzverhältnis zu Tizian postulierten, obwohl es dafür nicht den geringsten dokumentarischen Anhaltspunkt gibt.

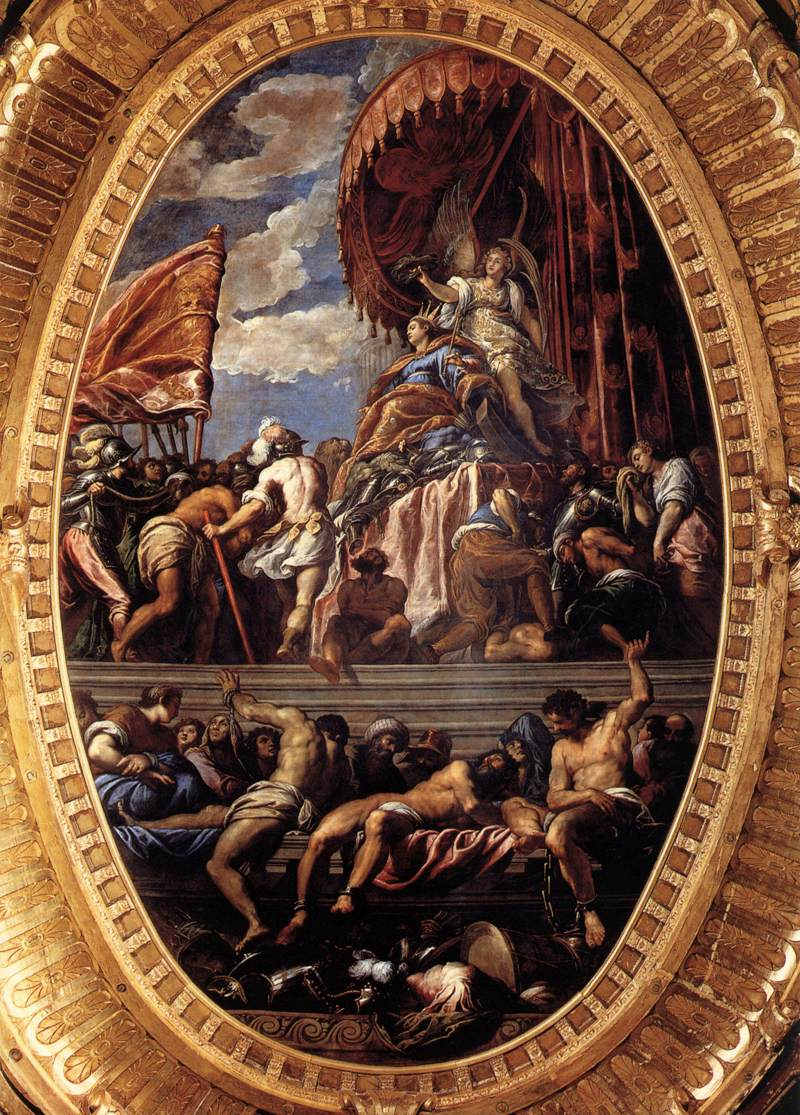
Die von der Siegesgöttin gekrönte Venezia empfängt die untergebenen Provinzen, 1584, Dogenpalast

1577 wurden bei dem ersten von zwei Bränden im Dogenpalast viele der Gemälde von Carpaccio, Bellini, Veronese und Tizian zerstört. Auf Empfehlung des Bildhauers Alessandro Vittoria erhielt neben Tintoretto, Veronese und Jacopo Bassano auch Palma erste Aufträge im Rahmen der Wiederherstellung der Palasträume, namentlich die Ausmalung der Decke im Saal des großen Rates (Sala del Maggior Consiglio). Dazu gehörten das zentrale ovale Bild Die von der Siegesgöttin gekrönte Venezia empfängt die untergebenen Provinzen und die beiden flankierenden Bilder Der Doge Andrea Gritti erobert Padua zurück und Der Sieg Francesco Bembos über die Flotte von Filippo Maria Visconti. Insgesamt wurde Palma noch bis zur Jahrhundertwende von den Arbeiten im Dogenpalast mehr oder weniger stark in Anspruch genommen.
1583 erhielt er den Auftrag zur Ausmalung des Oratoriums im Hospiz des Ordens der Crociferi in Venedig, mit dem er in den nächsten zehn Jahren beschäftigt war; nach 1600 kamen dann noch einmal eine Reihe von Bildern in der Kirche selbst (Santa Maria Assunta) hinzu. Das Hospiz war eine Stiftung, die von den Prokuratoren von San Marco verwaltet wurde und sich bedürftiger Frauen annahm. Eines der Bilder, Der Doge Renier Zen und die Dogaressa werden von Christus gesegnet, ist Zen als erstem Mäzen der Stiftung gewidmet. Das Bild Der Doge Pasquale Cicogna wohnt der Messe bei erinnert an die Tatsache, dass Cicogna von seiner Wahl zum Dogen informiert wurde, als er die Messe in der Kirche der Crociferi besuchte.

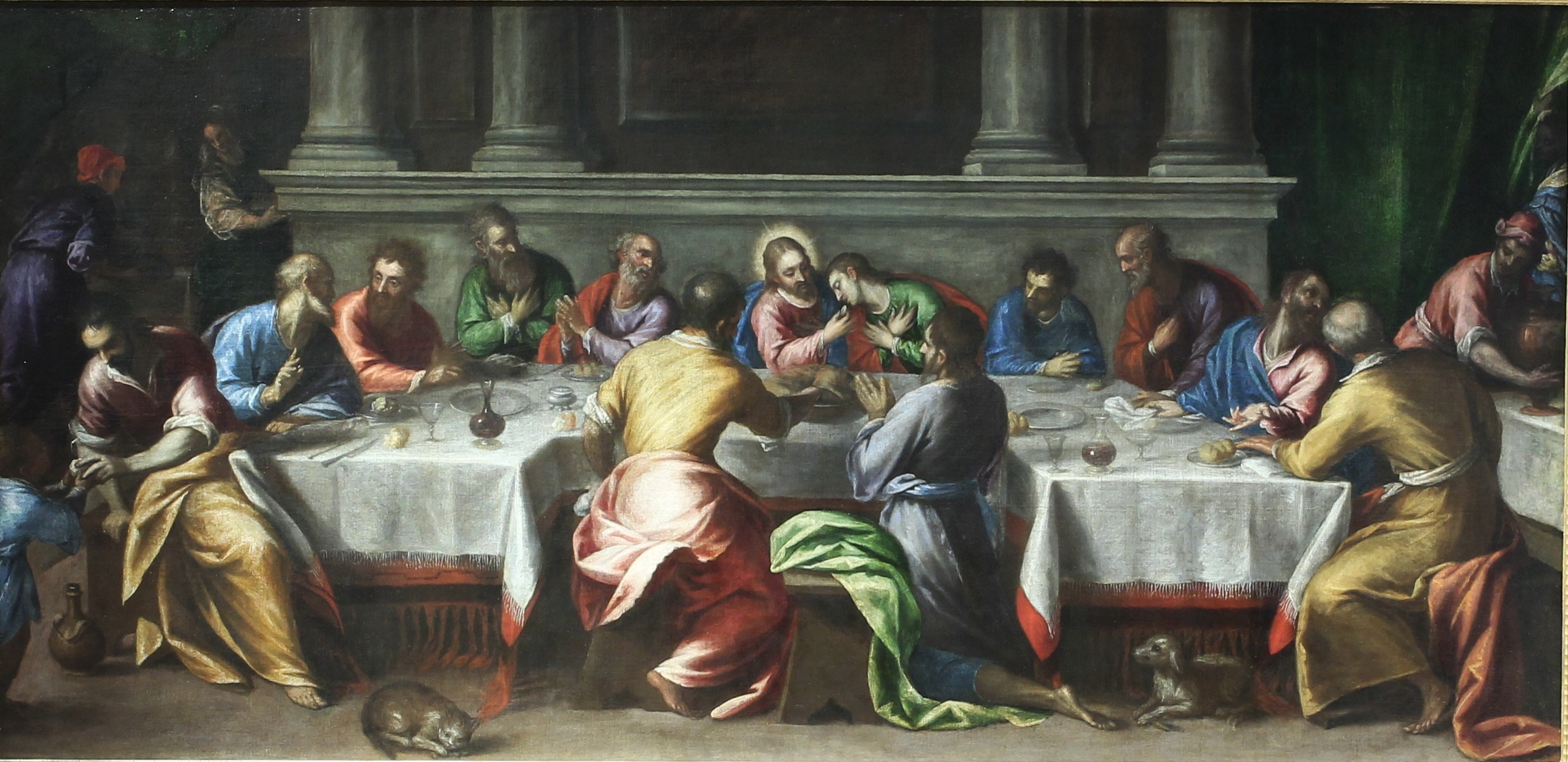
Das letzte Abendmahl, Diözesanmuseum Graz

Palma war in Venedig also ein vielbeschäftigter Maler und erhielt neben Staatsaufträgen auch solche von unterschiedlichen kirchlichen Mäzenen. Private Mäzene waren wegen der durch die Pest erschöpften Finanzlage vieler Patrizier seltener. Für die Kirche San Giuliano malte er das zentrale Bild an der Decke, die Verherrlichung des Heiligen Julian, das schon an barocke Deckengemälde erinnert. Er betätigte sich auch als Porträtmaler und wird in dieser Eigenschaft bis heute hoch geschätzt; neben zahlreichen Auftragsarbeiten sind von ihm auch vier gemalte Selbstbildnisse erhalten, die als eigenhändig akzeptiert sind, sowie eine Reihe gezeichneter Selbstbildnisse.

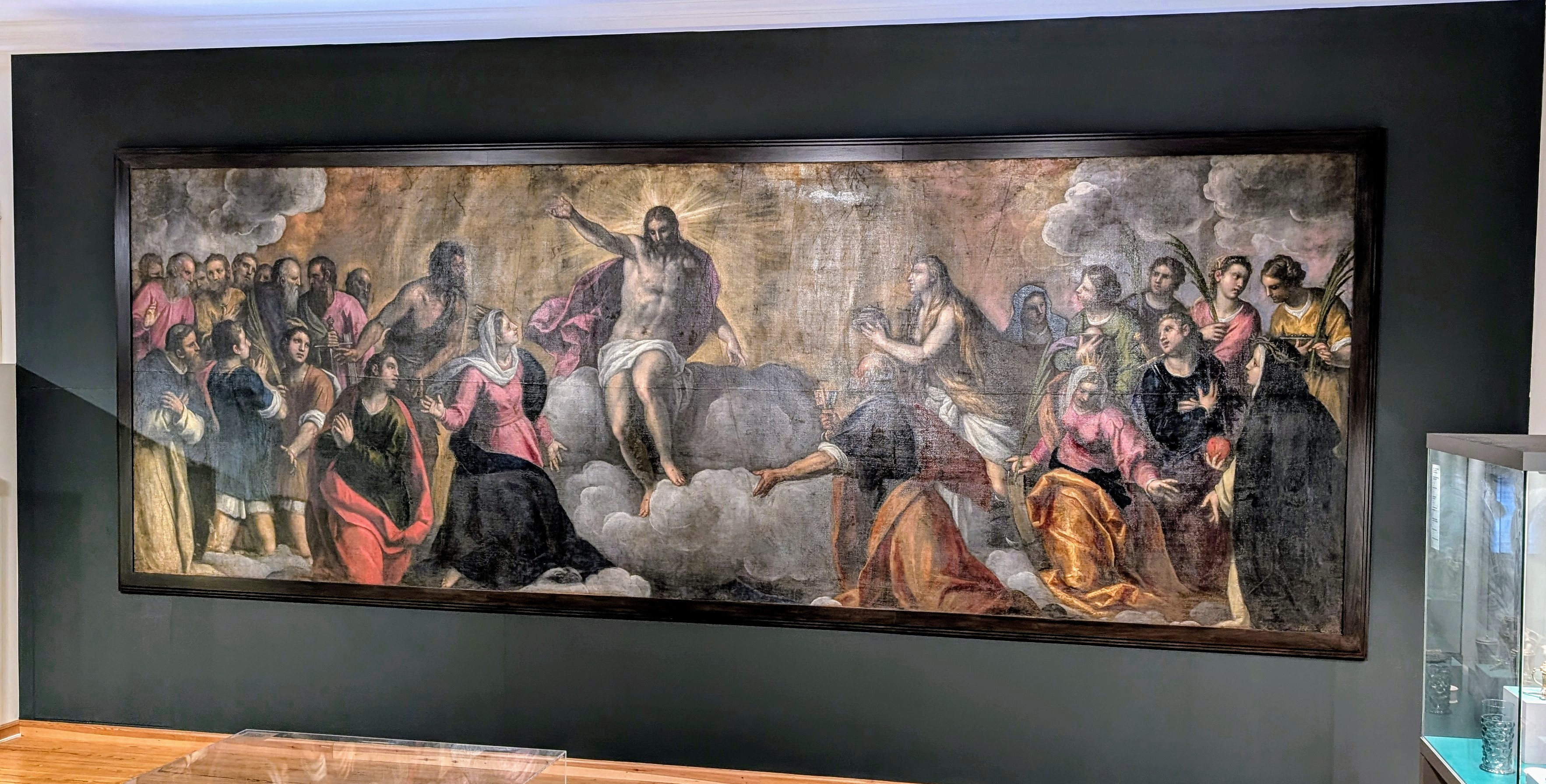
Fürbitte der Heiligen (Palma Il Giovane um 1590–1599), Landesmuseum für Kunst und Kultur, Oldenburg

Nach Tintorettos Tod 1594 war Palma schon nach dem Urteil seiner Zeitgenossen der führende Maler Venedigs – eine Position, die er bis zu seinem Tod 1628 durchgehend zu halten vermochte (Veronese war bereits 1588 gestorben, Jacopo Bassano 1592, und wie im Falle der Familie des Tintoretto vermochte es auch in diesen beiden Fällen die Generation der Söhne nach dem Tod der Väter nicht, zur Gänze mit Palma mitzuhalten). Für ihn begann eine sehr produktive Arbeitsphase, die allerdings paradoxerweise bereits im Urteil von Zeitgenossen zunehmend mit Qualitätsproblemen und mit einem Verlust an Originalität einherging. Grund für diese Schwierigkeiten dürfte allerdings weniger, wie gelegentlich behauptet, gewesen sein, dass Palma nach dem Wegfall seiner hauptsächlichen Konkurrenten faul wurde, sondern dass ihm wegen der enormen Menge an Aufträgen schlicht die Arbeit über den Kopf wuchs und er mehr und mehr Arbeiten an seine Werkstattmitarbeiter abgeben musste, was nahezu immer zu einem Einbruch der künstlerischen Qualität und vor allem auch zu Motivwiederholungen führte. Gleichwohl gibt es auch aus der Zeit nach 1600 noch viele Bilder von sehr hoher Qualität, abgesehen davon, dass seine Leistungen als Zeichner von diesen Schwierigkeiten weitgehend unberührt geblieben sind. Verschiedene Aufträge für Kirchen und Kapellen führte er in Zusammenarbeit mit dem Bildhauer Alessandro Vittoria aus. Er hatte Zugang zu dem intellektuellen Kreis des manieristischen Dichters Giambattista Marino, von dem offenbar die Anregung zu seinen wenigen mythologischen Bildern kamen. Inzwischen reichte sein Ruf weit über Venedig hinaus, und er erhielt Aufträge von verschiedenen Höfen Italiens sowie vom deutschen Kaiser Rudolf II. und dem polnischen König Sigismund III.

## Zeichnungen und Radierungen

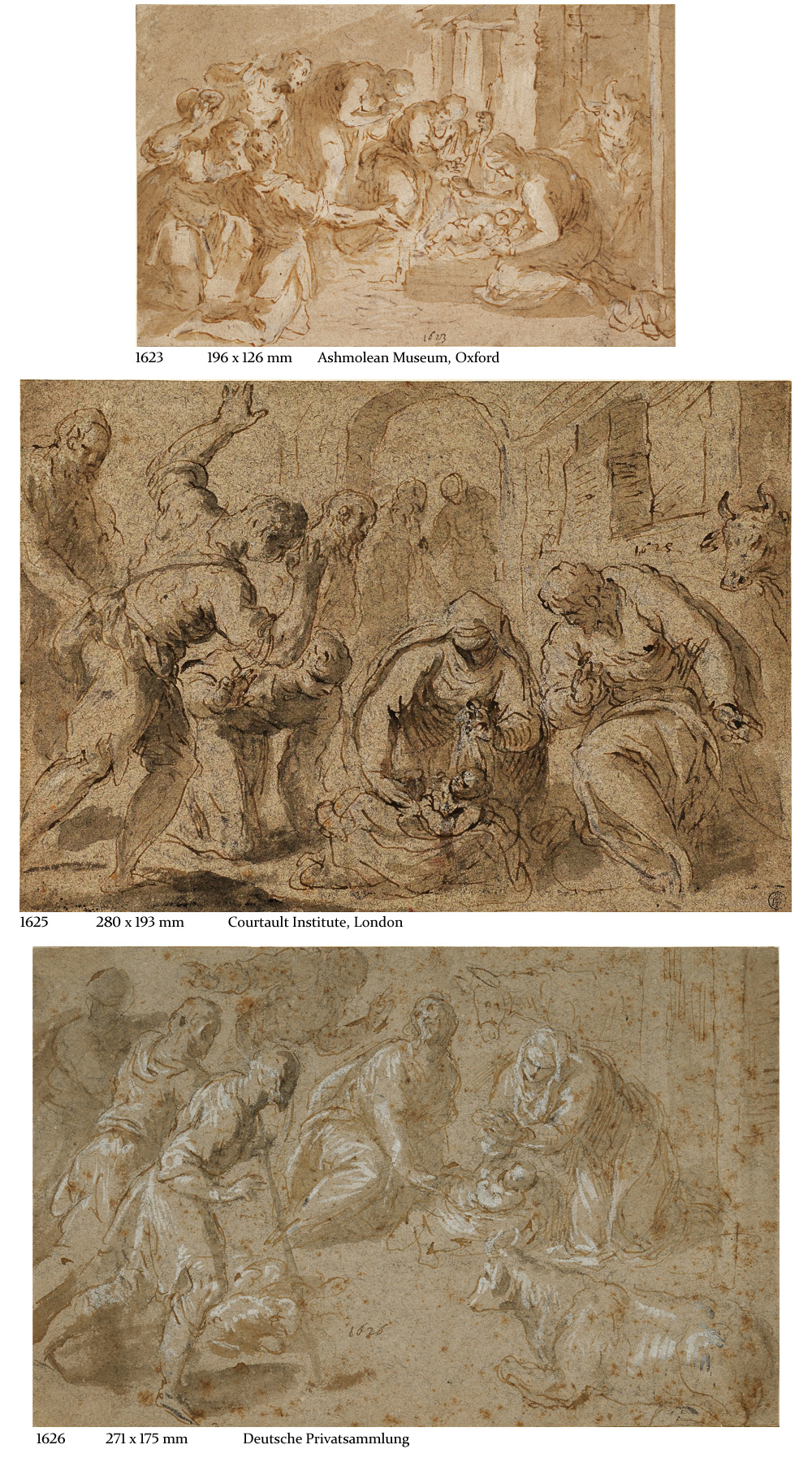
Drei gezeichnete, datierte Fassungen der Anbetung der Hirten in der sehr freien Zeichenweise des Spätwerks (maßstabsgerecht)

Von Palma Giovane sind eine große Anzahl von Kreide- und Federzeichnungen sowie 27 Radierungen erhalten. Diese und Stiche nach seinen Zeichnungen wurden 1611 von Jacopo Franco unter dem Titel De excellentia et nobilitate delineationis herausgegeben. Palma gilt ab ca. 1590 als der bedeutendste Zeichner der venezianischen Schule. Schon die enorme Zahl von über 1.000 dokumentierten Blättern zeigt, dass Palma als Folge seines mittelitalienischen Aufenthalts (vor allem in Umbrien und der Toskana war die Zeichnung schon gegen Mitte des 15. Jahrhunderts als eigenständige und auch sammelwürdige Kunstform anerkannt) die Bedeutung der Zeichnung für Venedig erfolgreich neu definiert hat. War bis dahin im Veneto die Zeichnung ausschließlich als Arbeitsschritt auf dem Weg zum Gemälde betrachtet worden und waren die entsprechenden Arbeitszeichnungen in den Werkstätten strikt in ihrer Rolle als Arbeitsmaterial aufbewahrt worden, zeichnete Palma nach Zeitzeugenberichten nahezu pausenlos und oft nur um der Freude am Zeichnen willen; eine Einstellung, die die Generation der großen Venezianer des frühen und mittleren 18. Jahrhunderts (Giambattista Tiepolo, Gaspare Diziani, Giambattista Piazzetta, Sebastiano Ricci, Giambattista Pittoni und andere) unverändert übernahm. Bereits zu seinen Lebzeiten wurden Palmas grafische Arbeiten von Kunstsammlern hoch geschätzt und gingen schon im 17. und frühen 18. Jahrhundert in teilweise großen Stückzahlen in private Kunstsammlungen über. Darüber hinaus liegt Palmas kunstgeschichtliche Bedeutung, als Zeichner noch mehr als Maler, vor allem in seiner Rolle als Wegbereiter des Frühbarock in Venedig.

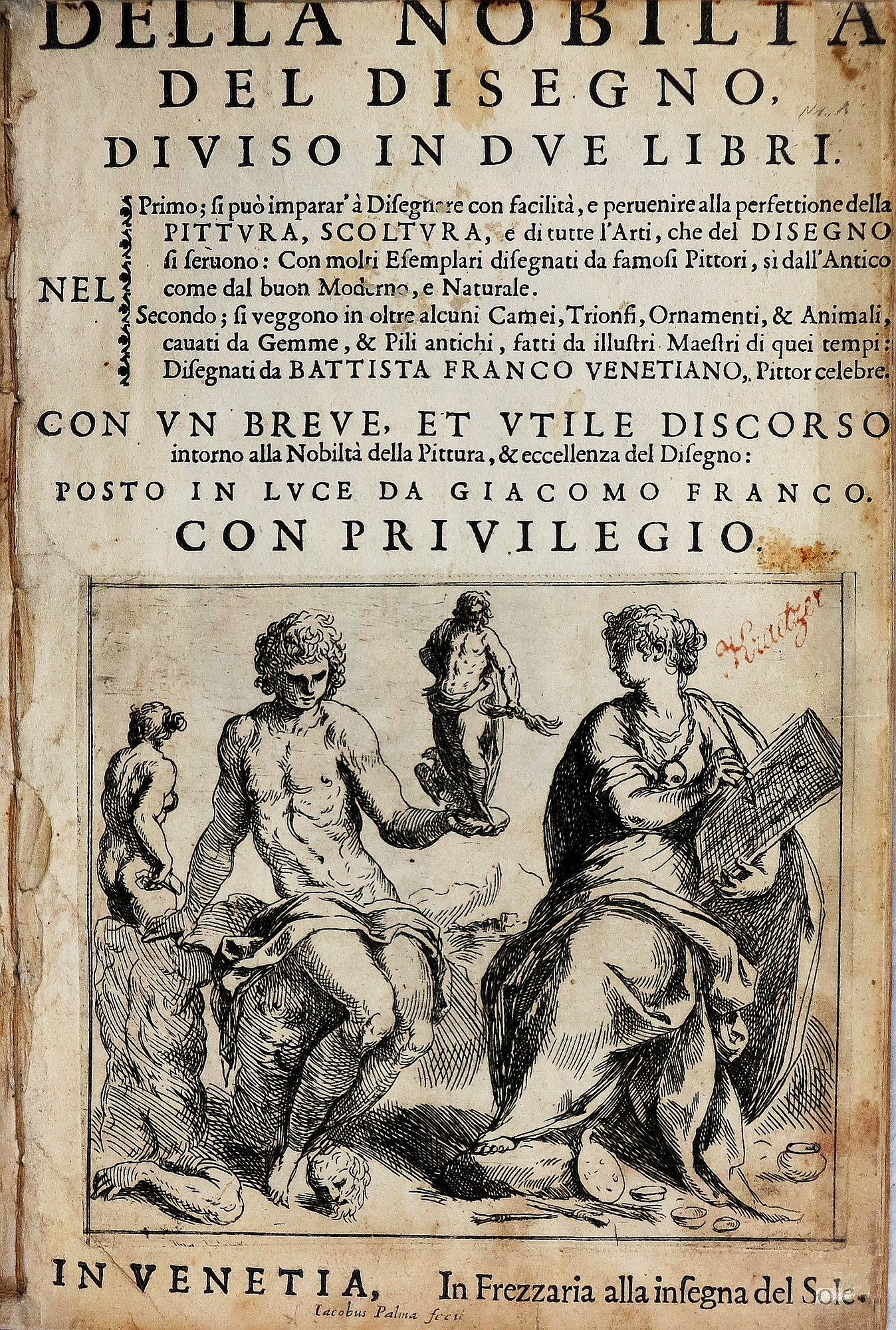
Titelblatt „Della Nobilta Del Disegno“. Venedig, 1611.